# Liegi-Bastogne-Liegi 1946
La Liegi-Bastogne-Liegi 1946, trentaduesima edizione della corsa, fu disputata il 5 maggio 1946 per un percorso di 205 km. Fu vinta dal belga Prosper Depredomme, giunto al traguardo in 6h02'50" alla media di 33,974 km/h, precedendo i connazionali Albert Hendrickx e Triphon Verstraeten. 
I corridori che portarono a termine la gara al traguardo di Liegi furono in totale 30.

## Ordine d'arrivo (Top 10)
| Pos. | Corridore           | Squadra        | Tempo    |
| ---- | ------------------- | -------------- | -------- |
| 1    | Prosper Depredomme  | Garin-Wolber   | 6h02'50" |
| 2    | Albert Hendrickx    | -              | s.t.     |
| 3    | Triphon Verstraeten | -              | s.t.     |
| 4    | Joseph Somers       | Cilo           | s.t.     |
| 5    | Emile Carrara       | Alcyon-Dunlop  | s.t.     |
| 6    | Edward Van Dyck     | Cycles Roberty | a 1'35"  |
| 7    | Joseph Claessen     | -              | s.t.     |
| 8    | Marcel Boumon       | -              | s.t.     |
| 9    | Eugene Kiewit       | -              | s.t.     |
| 10   | René Beyens         | -              | s.t.     |